# Braunsapis protuberans
Braunsapis protuberans là một loài Hymenoptera trong họ Apidae. Loài này được Reyes mô tả khoa học năm 1993.